# Cerkiew Świętych Piotra i Pawła w Żeleznodorożnym
Cerkiew pod wezwaniem Świętych Apostołów Piotra i Pawła – prawosławna cerkiew parafialna w Żeleznodorożnym, w dekanacie wschodnim eparchii czerniachowskiej Rosyjskiego Kościoła Prawosławnego.
Cerkiew znajduje się przy ulicy Piwzawodskiej.
Świątynia została wzniesiona w 2010. Konsekrowana była 7 sierpnia tego samego roku przez biskupa bałtyjskiego Serafina.